# Библиотека по естественным наукам РАН
Библиотека по естественным наукам Российской академии наук (БЕН РАН) — российская академическая библиотека естественнонаучного профиля со статусом научно-исследовательского института, включающая 45 отделов научно-исследовательских учреждений РАН.

## История

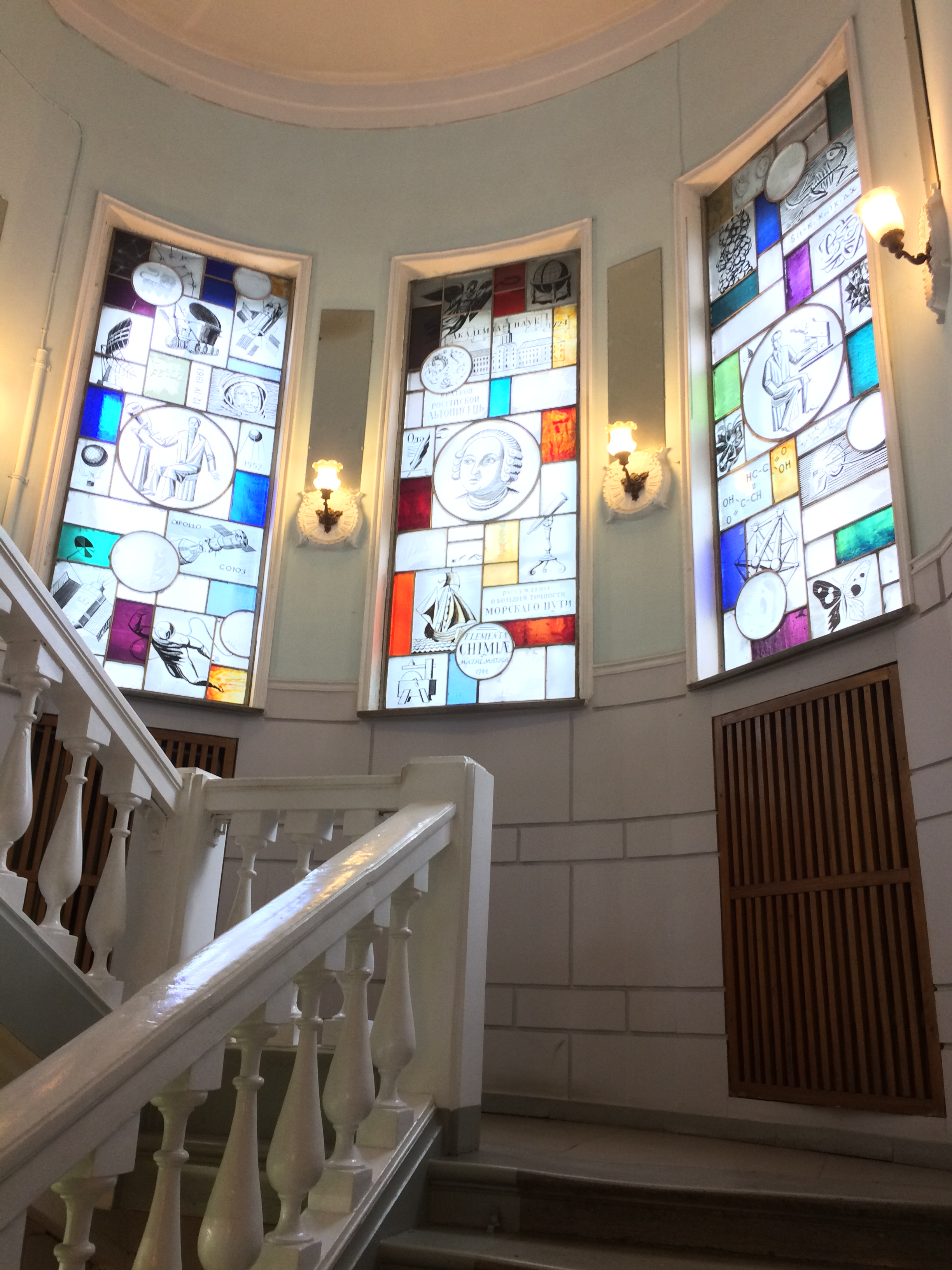
В библиотеке, 2017

В 1934 году, в связи с переездом из Ленинграда в Москву Президиума АН СССР и ряда научно-исследовательских академических учреждений был создан Временный пост Библиотеки Академии наук СССР (БАН СССР) в Москве.
В 1936—1938 годах — Московское отделение БАН СССР.
В 1938—1973 годах — Сектор сети специальных библиотек АН СССР, который выполнял функции коллектора с научной каталогизацией изданий, методического центра для 300 библиотек академических учреждений.
Первоначально называлась — Центральная библиотека естественных наук АН СССР (ЦБЕН АН СССР).
В апреле 1973 года решением Правительства СССР была создана Библиотека по естественным наукам АН СССР (БЕН АН СССР).
В 1986 году библиотека получила статус НИИ, выполняя научно-исследовательские работы в области автоматизации и компьютеризации информационно-библиотечных процессов, развития систем классификации литературы.
В конце 1991 года переименована — Библиотека по естественным наукам Российской Академии наук (БЕН РАН).
В 2023 году отмечалось 50-летие библиотеки.

### Руководство
Директора по году назначения:
- [уточнить]
- 1973 — Захаров, Александр Григорьевич
- 2004 — Калёнов, Николай Евгеньевич
- 2018 — Шорин, Олег Николаевич.

## Фонды

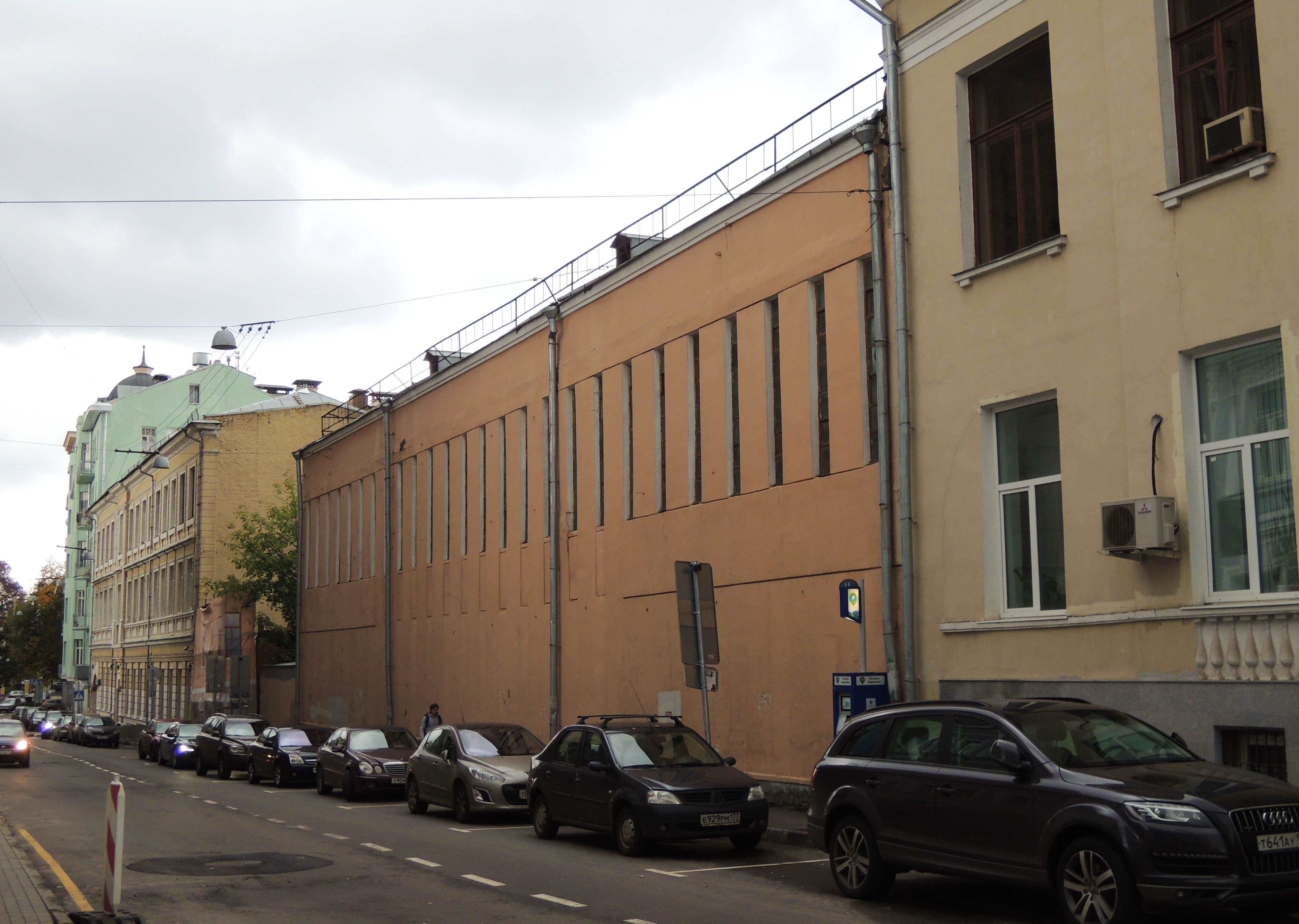
Книгохранилище БЕН РАН, ул. Знаменка, 11/11, стр. 2. Вид из М. Знаменского переулка. Арх. братья Веснины

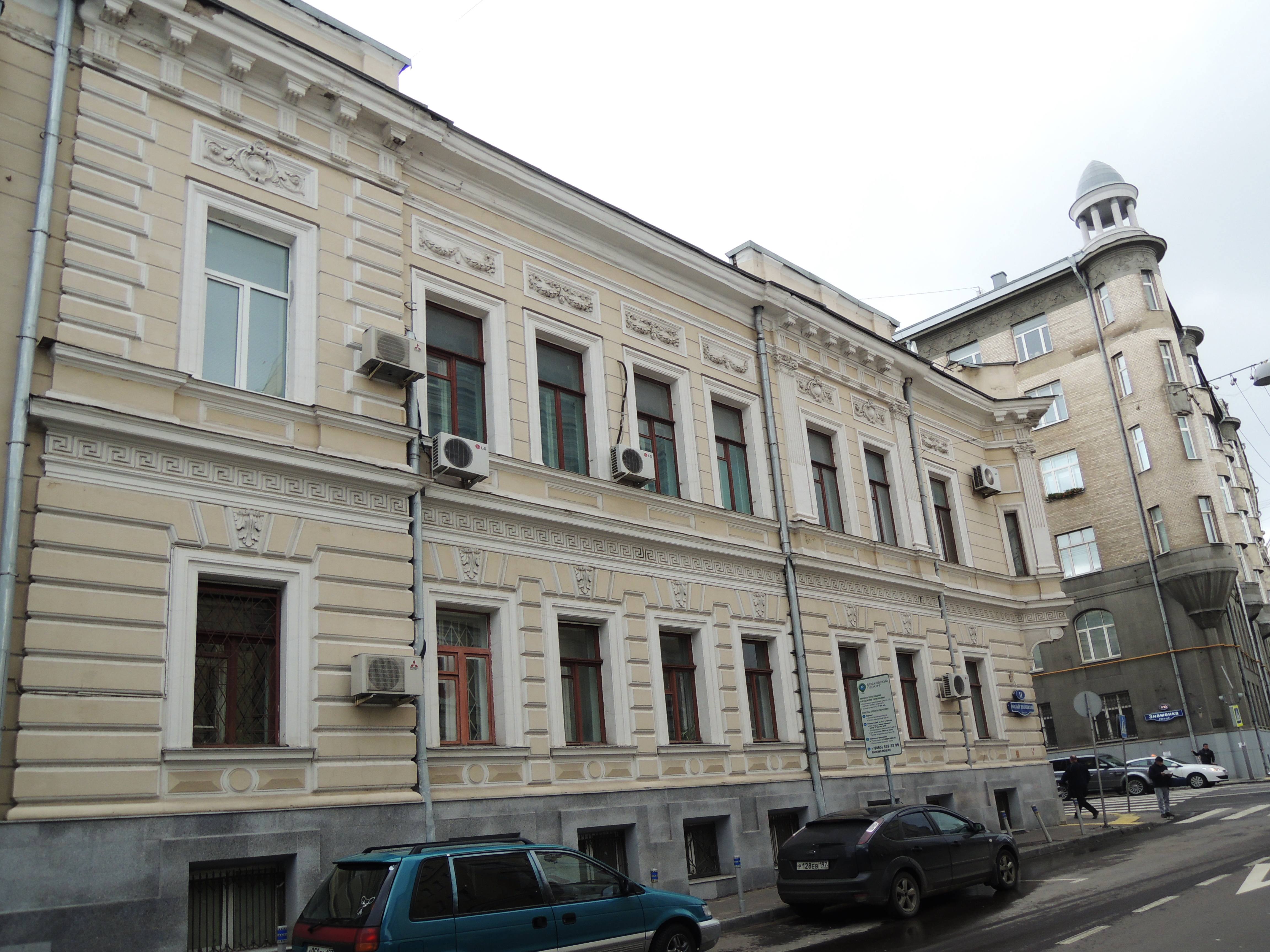
Угловое из комплекса зданий БЕН РАН на Знаменке — Особняк И. Е. Пономарева

Общий фонд БЕН РАН содержит около 7 миллионов единиц хранения научной литературы, из них около 1,5 миллионов изданной после 1973 года. Фонды включают российскую и зарубежную литературу по естественным и точным наукам, а также по теоретическим проблемам технических, медицинских и сельскохозяйственных наук. По видам изданий фонды БЕН РАН содержат российские и зарубежные монографии, справочники, периодические издания, труды конференций, препринты, зарубежные диссертации и опубликованные отчёты.
Значительную часть отечественных изданий Библиотека получает в качестве обязательных экземпляров из Российской книжной палаты. Зарубежная литература составляет более 73 % фондов. Наряду с традиционными изданиями, в Библиотеку поступают электронные издания на компакт-дисках, кроме того, читатели БЕН РАН получают доступ к полным текстам зарубежных научных журналов, как в обычном, так и в электронном виде. Обеспечивается полнотекстовый доступ к 3130 названиям зарубежных журналов, в частности: SCI, American Chemical Аbstracts, American Institute of Physics, к книжным изданиям издательства Springer. Вся поступающая в БЕН РАН литература обрабатывается централизованно и отражается в сводных каталогах.
Помощь в комплектовании других библиотек
В обменном фонде БЕН РАН имеются иностранные и отечественные журналы по естественно-научной тематике для обмена и доукомплектования фондов библиотек системы РАН и библиотек других ведомств. Отдел также предлагает приобрести издания книг и журналов, исключённые из фондов БЕН РАН.

## Информационные системы
В библиотеке были разработаны и поддерживаются библиотечные и научные информационные системы, среди них:
- «Научное наследие России» — электронная библиотека.
- «История геологии и горного дела» — на базе платформы SciRus[5][6].
- «Волоконная оптика» — база данных.